# Robert Szczepaniak
Robert Szczepaniak, né le 4 avril 1942 à Cransac, est un footballeur professionnel français. Son poste de prédilection était milieu de terrain offensif. 
Il commence sa carrière à l'AS Saint-Étienne puis signe au RC Strasbourg. Il rejoint le FC Metz, promu, au début de la saison 1967-1968.
Il est sélectionné en équipe de France 4 mois après son arrivée en Lorraine en novembre 1967 lors d'un France-Luxembourg qualificatif pour le championnat d'Europe des Nations 1968. Sa carrière en bleu s'arrête un an plus tard, au lendemain d'une défaite face à la Norvège qui élimine la France de la Coupe du monde 1970 au Mexique.
Victime de graves blessures, sa carrière ne fut pas à la hauteur de son immense talent.
Il fut à partir de 1975 entraineur du SO Merlebach pendant 9 saisons (entrecoupé d'un bref passage à la Sportive thionvilloise de l'été 1979 à décembre 1980), qu'il contribua à faire remonter en division 3 en 1979.
Dans les années 70-80, il dirigea un bureau de tabac dans le quartier populaire de Metz-Borny.

## Carrière

### Joueur
- AS Saint-Étienne - (Division 1)
- RC Strasbourg - (Division 1)
- FC Metz - (Division 1) (1967-1970) 74 matchs - 11 buts
- RCFC Besançon

### Entraîneur
- SO Merlebach
- Sportive thionvilloise
- SO Merlebach

## Palmarès
Avec le RC Strasbourg:
- Vainqueur de la Coupe de la Ligue française 1963-1964
- Vainqueur de la Coupe de France de football 1965-1966

- 5 sélections internationales